# Batalha de Caer Caradoc
Batalha de Caer Caradoc foi a batalha final do movimento de resistência de Carataco à conquista romana da Britânia. Travada em 50, os romanos derrotaram os britanos e asseguraram o controle da região sul da nova província da Britânia.

## História
Carataco escolheu um campo de batalha numa área montanhosa, o que deu aos britanos a vantagem do terreno elevado. Suas forças eram provavelmente formadas primordialmente por guerreiros dos ordovicos, embora possam ter também incluído alguns siluros. Esta posição tornou tanto a aproximação quanto o recuo difícil para os romanos e, por outro lado, facilitou a sua própria. Nos locais onde o aclive era suave, ele construiu muradas de pedra bruta e colocou homens armados para guardá-las. Na frente delas, havia um rio, provavelmente o Severn ou o Teme.
O comandante romano, Públio Ostório Escápula, estava relutante em atacar diretamente as linhas britanas, mas o entusiasmo de seus homens foi maior. O rio foi atravessado com dificuldade, pois os soldados foram recebidos com uma chuva de projéteis. Porém, eles se protegeram com a formação tartaruga (em latim: testudo) e conseguiram desmantelar algumas das muradas. Uma vez dentro das fortificações, o combate se tornou uma luta corpo-a-corpo bastante sangrenta. Os britanos recuaram para o alto das colinas, mas os romanos continuaram a perseguição até que a sua linha de batalha foi rompida. Entre os poderosos legionários e suas tropas auxiliares, com armas mais leves, os britanos se viram encurralados.
A esposa, filho e filha de Carataco foram capturados e seu irmão se rendeu, mas ele próprio conseguiu escapar. Fugindo para o norte, Carataco se refugiou entre os brigantes. Porém, a rainha Cartimândua era leal a Roma e o entregou preso aos romanos. Ele foi exibido no triunfo do imperador Cláudio em Roma, onde proferiu um discurso que convenceu o imperador a poupá-lo junto com sua família. Sua derrota foi comparada pelos senadores romanos às maiores vitórias romanas e Ostório Escápula recebeu condecorações triunfais pela vitória.

## Localização
O local exato da batalha é desconhecido. O castro em Caer Caradoc Hill (Shropshire) está relacionada à batalha pelo nome. Lendas locais localizam a batalha no acampamento britano nos montes Malvern. Porém, o Severn, embora visível deste local, está muito distante para ser o mesmo rio descrito por Tácito em seu relato. Do primeiro, ele sequer é visível. Uma posição a oeste de Caersws, onde ainda há restos de aterros, também já foi sugerido, assim como um local perto de Chapel Lawn, Shropshire.